# Pressione massima ammissibile
La pressione massima ammissibile in idraulica è la pressione interna massima occasionale, comprensiva pertanto dell'aliquota del colpo d'ariete, che un componente idraulico (tubo, valvola, ecc.) è in grado di sopportare in esercizio in modo sicuro - UNI EN 1074-1 - UNI EN 805
Solitamente il termine è abbreviato con PMA (da Pression Maximale Admissible).